# Larnax peruviana
Larnax peruviana là loài thực vật có hoa trong họ Cà. Loài này được (Zahlbr.) Hunz. mô tả khoa học đầu tiên năm 1977.